# Lobobunaea molleti
Lobobunaea molleti är en fjärilsart som beskrevs av Philippe Darge 1975. Lobobunaea molleti ingår i släktet Lobobunaea och familjen påfågelsspinnare. Inga underarter finns listade i Catalogue of Life.